# Jatipuro (Karangjati)
Jatipuro is een bestuurslaag in het regentschap Ngawi van de provincie Oost-Java, Indonesië. Jatipuro telt 3370 inwoners (volkstelling 2010).